# Гілухіпа
Гілухіпа (Gilukhipa), або, ймовірніше, Кілу-Гепа хуритською мовою, єгипетською — Кіргіпа — дочка Шуттарни II (Shuttarna II), царя Мітанні, внучка Артатами I.
З політичних причин, вона була направлена в Єгипет, щоб одружитися з Аменхотепом ІІІ. Єгипетський фараон зробив спеціальний випуск пам'ятних скарабеїв з нагоди свого одруження з Гілухіпою на десятому році царювання, де він записав, що царівна прибула у супроводі 317 дам, жінок з царського палацу царя Мітанні. Гілухіпа стала відома як «дружина другого царя», тобто вона була другою відносно головної дружини Аменхотепа III, царівни Тії.